# Sony eVilla
Sony eVilla foi um dispositivo de acesso à internet da Sony. Desenvolvido por 18 meses, foi lançado comercialmente em 14 de junho de 2001 por 499 dólares. Por mais 21,95 dólares mensais, os usuários podiam acessar a internet, enviar e receber e-mails, ouvir/assistir arquivos de áudio e vídeo e gravar/salvar arquivos em Memory Sticks.
Após menos de dois meses de vendas, a Sony descontinuou o produto em 13 de setembro de 2001. Os clientes receberam um reembolso pelo produto e pelas mensalidades pagas. O porta-voz John Dolak comentou que "o produto não atingiu as nossas expectativas, não funcionando como esperado".
A entrada da Sony nesse mercado se deu quando vários fabricantes já estavam se retirando dele, cancelando os planos existentes e descontinuando os produtos. Quando o eVilla foi lançado, apenas 150.000 dispositivos tinham sido vendidos no ano anterior. Os clientes já não se interessavam pelos aparelhos, tendo em vista que computadores muito mais completos eram oferecidos pelo mesmo preço.

## Hardware e Software
O Sony eVilla funcionava com uma CPU Geode GX1, 64MB de memória RAM e 24MB de memória flash. Pesa 14,3 kg e mede 30 x 41,1 x 40,2 cm.
Não utilizava disco rígido, mas o sistema podia ler e gravar em cartões Memory Stick. O teclado e mouse/rato eram conectados em portas PS/2 tradicionais, e outros dispositivos podiam ser conectados nas duas portas USB disponíveis. Para conexão, o eVilla possuía um modem V90/56k e uma porta Ethernet.
A tela/monitor era um Sony Trinitron de 15 polegadas, orientado de pé, com uma resolução de 800x1024 pixels.
O sistema operacional utilizado é o BeIA 1.0, com suporte a aplicativos em java, animações Flash, vídeos RealPlayer e alguns formatos de arquivo do Microsoft Office.